# Pierre Tabatoni
 (novembre 2021).
La mise en forme du texte ne suit pas les recommandations de Wikipédia : il faut le « wikifier ».
Les points d'amélioration suivants sont les cas les plus fréquents. Le détail des points à revoir est peut-être précisé sur la page de discussion.
- Les titres sont pré-formatés par le logiciel. Ils ne sont ni en capitales, ni en gras.
- Le texte ne doit pas être écrit en capitales (les noms de famille non plus), ni en gras, ni en italique, ni en « petit »…
- Le gras n'est utilisé que pour surligner le titre de l'article dans l'introduction, une seule fois.
- L'italique est rarement utilisé : mots en langue étrangère, titres d'œuvres, noms de bateaux, etc.
- Les citations ne sont pas en italique mais en corps de texte normal. Elles sont entourées par des guillemets français : « et ».
- Les listes à puces sont à éviter, des paragraphes rédigés étant largement préférés. Les tableaux sont à réserver à la présentation de données structurées (résultats, etc.).
- Les appels de note de bas de page (petits chiffres en exposant, introduits par l'outil «  Source ») sont à placer entre la fin de phrase et le point final[comme ça].
- Les liens internes (vers d'autres articles de Wikipédia) sont à choisir avec parcimonie. Créez des liens vers des articles approfondissant le sujet. Les termes génériques sans rapport avec le sujet sont à éviter, ainsi que les répétitions de liens vers un même terme.
- Les liens externes sont à placer uniquement dans une section « Liens externes », à la fin de l'article. Ces liens sont à choisir avec parcimonie suivant les règles définies. Si un lien sert de source à l'article, son insertion dans le texte est à faire par les notes de bas de page.
- La présentation des références doit suivre les conventions bibliographiques. Il est recommandé d'utiliser les modèles {{Ouvrage}}, {{Chapitre}}, {{Article}}, {{Lien web}} et/ou {{Bibliographie}}. Le mode d'édition visuel peut mettre en forme automatiquement les références.
- Insérer une infobox (cadre d'informations à droite) n'est pas obligatoire pour parachever la mise en page.

Pour une aide détaillée, merci de consulter Aide:Wikification.
Si vous pensez que ces points ont été résolus, vous pouvez retirer ce bandeau et améliorer la mise en forme d'un autre article.
 (mars 2024).
Si vous disposez d'ouvrages ou d'articles de référence ou si vous connaissez des sites web de qualité traitant du thème abordé ici, merci de compléter l'article en donnant les références utiles à sa vérifiabilité et en les liant à la section « Notes et références ».
Pierre Tabatoni né le 9 février 1923 à Cannes et mort le 11 avril 2006 dans le 14e arrondissement de Paris est un économiste français.
Professeur des universités en économie et sciences des organisations, ses activités et travaux ont porté principalement sur les systèmes financiers publics et privés, les politiques financières, les systèmes de gestion des organisations , les stratégies des entreprises, la gestion et les politiques comparées des enseignements supérieurs en France, en Europe et aux États-Unis, ainsi qu'à internet et à la protection de la vie privée.

## Biographie

### Études
Il réalise ses études secondaires au lycée Carnot de Cannes et au lycée d’Antibes. Il y obtient un baccalauréat de mathématiques élémentaires et un baccalauréat de philosophie en 1940. Après une licence es lettres classiques à la Faculté des lettres, il obtient une licence en droit et  un diplôme d’études supérieures d’économie politique à la Faculté de droit et des sciences  économiques d’Aix en Provence en 1944.  
Il fait son service militaire à compter de janvier 1945. Il est démobilisé en mai 1946 après une blessure provoquée par une mine. Il est lieutenant de réserve.
« Post graduate studies », London School of Economics and Political Sciences, bourse du ministère des Affaires étrangères, 1948-1949.  
Il obtient un doctorat d’État es sciences économiques à l'université d’Aix-en-Provence en 1950 puis l'agrégation de sciences économiques à Paris en 1950.  
« Post-graduate and research fellow », bourse de recherche de la Fondation Rockfeller pour  étudier l’économie monétaire et fiscale à Harvard University : Littauer Center, Cambridge, et  à Princeton University , USA, 1953-1955 . A Harvard, il découvrira surtout le management en 1953-1954 à la Harvard Business School. Il découvre aussi l'action de la Fondation Ford en matière de management ainsi que à l'Northwestern Universitydont il restera proche Il sera d'ailleurs Distinguished professor of international strategy de 1983 à 1992.  

### Carrière professionnelle
Pierre Tabatoni a été successivement maître de conférences agrégé d’économie à l’Université d’Alger de 1950 à 1952, professeur d’économie à la Faculté de droit et sciences économiques d’Aix en Provence de 1953 à 1961, professeur d’économie à la Faculté de droit et sciences économiques de Pari de 1961 à 1968, professeur de sciences de gestion au Centre Universitaire Dauphine, devenu en 1972  l’Université Paris-Dauphine, de 1968 à 1983. Il a été également professeur associé au Centre d’Etudes Industrielles, le CEI de Genève, chargé d’un séminaire  de contrôle et stratégie industrielle de 1960 à 1975.  Il a été « Senior research visiting fellow » à la Russell Sage Foundation, New-York, 1984-1985.  Russell Sage est une fondation de recherches en sciences humaines et sociales.  Recherche 
Dans le domaine de la recherche il a surtout publié sur l'économie et la société. Il a également été codirecteur avec François Perroux de la revue économie appliquée.Durant les années soixante-dix il a focalisé ses recherches sur les changements induits dans l’environnement des relations industrielles par les chocs pétroliers durant cette décennie.
Pierre Tabatoni a joué un rôle de premier plan dans le développement de l'enseignement supérieur de la gestion en France. Il a fondé l'Instut d'Administration des Entreprises d'Aix-Marseille en collaboration avec Gaston Berger. Puis a poussé à la création de la FNEGE dont il sera le premier secrétaire général.La FNEGE est un lieu de dialogue entre le privé et le public, entre les universités,  les écoles de commerce et les entreprises, qui a contribué à promouvoir le développement  d’enseignements et de recherches en gestion dans les universités et les grandes écoles  d’ingénieurs, l’expansion et la modernisation des programmes des écoles de commerce,  ainsi que la création d’un corps enseignant permanent en soutenant l’envoi de futurs  enseignants comme boursiers dans des universités américaines et canadiennes. Il a également poussé à la création de l'Université de Paris-Dauphine  ainsi qu'en 1976, à la création de la French-American Foundation. Il est aussi un membre fondateur de l’EIASM, European Institute for Advanced  Studies in Management, Institut Européen d’études supérieures et de recherches en gestion à Bruxelles
Pierre Tabatoni aussi été un homme qui a occupé des fonctions administratives  de premier plan. Il a été conseiller culturel aux Etats-Unis de 1973 à 1975. Sous les gouvernements de Raymond Barre, dont il était proche, il a été successivement directeur de cabinet d'Alice Saunier-Séité ministre des universités à compter de 1976, puis en 1979 recteur de Paris et Chancelier des Universités
 

## Fonctions diverses

### Fonctions scientifiques
- Directeur-fondateur de l’IAE, Institut d’administration des entreprises de l’Université d’Aix en Provence, 1955-1961.
- Codirecteur avec François Perroux de l’ISEA, l’Institut de Science Economique Appliquée,  et des revues Economie appliquée et Economie et Société, Droz, Genève, 1963-1973.
- Directeur des collections économiques aux PUF, Presses universitaires de France, « SUP L’Economiste », Economie contemporaine, Systèmes et décisions, 1965-1983.
- Membre du comité de rédaction de la Revue d’économie Politique, sous la direction d’Henri  Guitton, 1964-1968.
- Directeur du « Centre de recherches sur les processus de management », CERPEM, Université Paris-Dauphine, 1971-1983.
- Membre du jury d’agrégation des sciences économiques, en 1965 et 1967.  Membre du jury de sortie de l’ENA, 1964.
- Président et membre des jurys d’entrée à l’ENA, 1995.

### Fonctions administratives publiques
- Membre du Comité Consultatif des universités, section économie et gestion, 1966-1972.
- « Chargé de mission » par le ministre de l’Education Nationale puis, nommé premier  administrateur, pour l’organisation et le démarrage du Centre Universitaire Dauphine, devenu  par la suite l’Université de Technologie Paris-Dauphine ,1968.
- Conseiller culturel auprès de l’Ambassade de France aux Etats-Unis, 1973-1975.  Représentant permanent des universités françaises aux Etats-Unis, 1973-1975.
- Premier Délégué général aux relations universitaires internationales du Ministère des  enseignements supérieurs et de la recherche, 1975-1980.
- Directeur du Cabinet du Ministre des Universités, 1976-1980.
- Recteur de l’Académie de Paris, Chancelier des Universités, 1980-1982.  Premier Vice Président du Conseil Supérieur de l’éducation nationale, 1979-1981

### Participation à la création d'établissements
Il prend une part active à la création et à la gestion d'organismes variés comme
- l'institut d'administration des Entreprises d'Aix-Marseille
- Université Paris Dauphine-PSL[2]
- la FNEGE : Fondation nationale pour l'enseignement de la gestion des entreprises
- le centre Européen de recherche en Management ( Bruxelles)
- Il rédige le projet final d'agrégation de sciences de gestion en 1974[2]
- la Société Universitaire Européenne de recherches financières à Paris
- l'Université Senghor d'Alexandrie pour le développement de l'Afrique à Alexandrie.

## Jugements
Lors de la cérémonie de remise de de son épée d'académicien, Raymond Barre a déclaré : 

« Le premier trait qui vous caractérise, c'est la fidélité à l'université quelles qu'ont pu être vos activités diverses, qui ne vous ont pas empêché d'accomplir une œuvre scientifique et une activité intense sur le plan international. Dans toutes vos activités il y eut toujours une idée directrice, une inspiration [...] vous avez écrit un jour : « les universités, organes de raison critique, de création, de diffusion du savoir, sont aussi des institutions qui témoignent des valeurs de leur société. Par leurs recherches, par leurs formations, par les débats qu'elles suscitent, elles peuvent aider à bâtir une Europe plus unie, en soulignant le bien commun des européens. »

Selon Jean Claude Casanova : 

« Il a joué dans l'université française un rôle considérable. Il s'est efforcé de moderniser nos institutions et de faire progresser sa propre spécialité. »

Pour Donald Jacobs, doyen de la Kellogg School of Management de la Northwestern University : 

« Nous avons entretenu une relation sur quatre décennies. En 1975  Il n’accepta pas la proposition du comité de recherche de succéder au doyen qui prenait sa retraite. On me nomma doyen. Quand nous nous rencontrions, nous discutions de management mais aussi de l'organisation de l'éducation, de la façon d'enseigner les affaires et le management dans le monde de l'avenir, ce monde dont nous parlons tous. Chaque année j'emportais de Bandol des idées pour de nouvelles pistes pour que la Kellogg maintienne son programme à l'avant garde de la formation au management. »

Selon Yvette Mallet-Roumanteau, productrice à Galatée film, alors en poste à New York : 

« Le Service culturel de l'ambassade de France, situé à Manhattan, et non pas à Washington conférait au Conseiller Culturel un prestige exceptionnel et une relative indépendance. Son chantier était double : favoriser l'action artistique dans ses diverses formes d'expression et créer des relations d'avenir avec le monde universitaire américain et aussi avec les grandes fondations privées qui contribuaient au développement de projets novateurs porteurs d'avenir. En très peu de temps l’adresse des services culturels devenait un lieu où il était bon d'être vu. Formidable pédagogue, Pierre Tabatoni avait su aussi valoriser les compétences des services et former des collaborateurs. »

Pour ses anciens étudiants, devenus professeurs d’universités :
- Daniel Vitry :

« Vous avez laissé dans l’esprit de vos étudiants une empreinte très forte. S'il fallait caractériser d'un mot votre enseignement et vos recherches ils étaient empreints d'unité dans la modernité. Grâce à votre enseignement, le niveau français de formation en gestion s'est aligné sur les standards internationaux. Vous ne vous êtes pas contenté de nous délivrer un savoir, vous nous avez appris à connaître le monde et à nous connaître nous-mêmes. Pour vos étudiants vous étiez un maitre. »

- Roland Perez :

« On peut parler d’un véritable innovateur dans les actions qu’il a menées pour implanter et développer ces disciplines de gestion approfondies, orientées vers la pratique dans l'Université française. À l’ancienne vision d’administration de l’entreprise il a substitué une vision dynamique de la firme et de son management en termes d’organisation. et de processus stratégiques. »

- Bernard Colasse :

« Son séminaire Politiques et Structures, co-animé avec P. Jarniou était très représentatif de l'atmosphère créative et un peu far-west à cette époque qui réunissait différentes disciplines. Les systèmes de gestion : politique et structure, livre paru en 75 aux PUF, était une conception très nouvelle du fonctionnement des organisations. Il m’a appris que l'étude des problèmes de gestion devait mobiliser toutes les sciences disponibles : l'économie, le droit, la linguistique, la psychologie, la science politique et les mathématiques. Il voulait situer les études dans un contexte d’action, familiariser les étudiants avec l’environnement des affaires, les exercer à l’analyse de problèmes et à la formulation des décisions. »

## Publications et travaux

### Ouvrages
- Étude théorique de la translation et de l’incidence des impôts, Thèse, université d’Aix en Provence, 1950, médaille d’or de l’université, subvention nationale de publication, 220 p.

- La rationalité économique des choix financiers dans la doctrine contemporaine des finances publiques, ISEA, PUF, 1954, 128 p.
- Économie financière, en collaboration avec H.Brochier, PUF, collection Thémis, 1959, 2ème édit. 1963, 630 p. ; traduction espagnole, Barcelone, 1960, 490 p.
- Les systèmes de gestion : politiques et structures, en collaboration avec P.Jarniou, PUF, 1973, 233 p.
- La dynamique financière, en collaboration avec F.Roure, Editions d’Organisation, prix de l’Association nationale des Instituts d’administration des entreprises, mention spéciale de l’ordre des experts comptables français. 1988, 346 p.
- Mémoire des monnaies européennes : du denier à l’euro, PUF, 1999, 287 p.
- Innovation, désordre, progrès, Ed. Economica, 2005, 235 p.

### Articles et ouvrages collectifs

#### Économie financière, économie monétaire et économie d’entreprise
- « Le budget de 1951: une illusion d’orthodoxie financière » in Revue algérienne de législation et de jurisprudence, Alger, 1951, 18 p.
- « Concepts et méthodes dans l’analyse de l’incidence des impôts » in Revue de sciences et législation financières, 1952, 22 p.
- « L’imposition de gains et pertes en capital et ses conséquences économiques » in Revue de science et de législation financières, 1954, 23 p.
- « Note sur la politique monétaire de stabilisation aux Etats-Unis depuis 1950 » in Revue Économique, sept. 1954, n°5, 16 p.
- « La politique monétaire flexible aux Etats-Unis » in Revue Économique, vol.6, n° 3, 1955, 9 p.
- « The Federal Reserve System from 1945 to 1949 » in Revue Économique, vol. 6, n°5, 1955, 3 p.
- « Contrastes financiers de la récession 1953-1954 » in Revue de sciences et législation financières, 1955, 13 p.
- French bibliographic digest, Economics, La division culturelle de l’Ambassade de France, New-York, n° 17, série 2, mars 1956, 104 p.
- « Les prévisions financières dans l’entreprise », in Le financement des petites et moyennes entreprises, Collection des centres universitaires d’Administration des entreprises, avec le concours du Commissariat Général à la Productivité, décembre 1956, 17 p.
- « Le néoclassicisme monétaire aux Etats-Unis », in Problèmes monétaires, Revue Economique, juillet 1957, n°4, 49 p.
- « Enquête sur les placements en Bons du Trésor dans les Bouches du Rhône », étude pour le Ministère des Finances, Annales de la Faculté de droit d’Aix-en Provence, n° 50, 1958, 40 p.
- « Impasse budgétaire et impasse de trésorerie » in Revue de la Chambre de Commerce de Marseille, 1958, 14 p.
- « Facteurs de la décision d’investissement en Europe », OECE, sept., 1960, 97 p.
- « La libération des mouvements de capitaux dans la Communauté européenne », rapport de 225 p. du comité d’experts, Communauté Économique Européenne, 1963, 70 p.
- « Problèmes de l’organisation monétaire internationale », Revue d’économie politique, 1963, 79 p.
- « Les relations entre budgets économiques et budgets financiers en France », in Les prévisions budgétaires dans le cadre des prévisions économiques et leurs adaptations, Congrès international de finances publiques, Varsovie, 1964, 30 p.
- « Adaptation des structures administratives des entreprises aux exigences du monde de demain », Institut des Hautes études de Défense Nationale, 1964, 13 p.
- « Les banques de développement en Grande–Bretagne », in Banques de développement dans le monde, Études comparatives, Dunod, 1965, 51 p.
- « Structures financières et croissance économique », Centre d’études bancaires et financières, Bruxelles, 1966, 30 p.
- « Foreign tax policies and economic growth in France », in Foreign tax policies and economic development, NBER, New-York, chapitre sur l’expérience française, dans l’analyse comparative des effets de la fiscalité sur la croissance économique aux Etats Unis et en Europe, 1966, 61 p.
- Étude des facteurs de la décision d’investissement en France, d’après les enquêtes d’opinion des chefs d’entreprises ; Rapport français  en collaboration avec la direction des études économiques de l’INSEE, collection IAE Aix, 1967, 97 pages et annexes.
- « Analyse empirique des contraintes stratégiques de l’entreprise », in Économie de l’entreprise, ( sous direct. P.Tabatoni), Économie et Société, ISEA, Commissariat Général au Plan, Droz, mars 1968, T.II, n°3, avant propos 5 p. et synthèse 52 p.
- « Le plan stratégique de l’entreprise face aux contraintes socio-politiques », Revue Le Management, février 1972, 7 p.
- « La dynamique des normes dans les processus de planification stratégique », in I.Ansoff,
- From strategic planning to strategic management, J.Wiley, New-York, 1976, 15 p.
- « The market economies tack against the wind: Coping with the 70’s economic shocks », in Industrial relations in a decade of economic change, publié par l’Industrial Relations Research Association, chap. de tête, J.Wiley, New-York, 1985, 40 p.
- « La révolution fiscale aux Etats-Unis. Genèse et conséquences du code fiscal de 1986 », Commentaire, n°36, hiver 1986-87, 12 p.
- « Californie: les défis du libéralisme », le Monde de l’éducation, déc.1988, 3 p.
- Politiques financières des assurances en France, en collaboration avec F.Roure, FFSA, mai 1989, 91 p.
- Notice sur la vie et les travaux d’André Piettre, Publications de l’Académie des Sciences Morales et Politiques, ASMP, Juin 1996.
- « L’incorporel comme ressource économique. Propos introductifs » in Le droit et l’immatériel, Archives de Philosophie du droit, tome 43, 1994, 4 p.
- « John Law, la monnaie, l’Etat », Institut français d’administration publique, et ASMP, mars 2000, 11 p.
- « La crise de 2000-2002 au cœur de la nouvelle économie aux Etats-Unis », tribune de l’Académie des Sciences Morales et Politiques, ASMP, 2003, 10 p.
- La crise du modèle d’innovation aux Etats-Unis, cahiers du CERPEM, université Paris-Dauphine, 2002, 57 p. et ASMP, 2003, 35 p.
- « Droit de propriété, concurrence et innovation », Colloque de l’ASMEP, Fondation Singer-Polignac, ASMP, juin 2003, 6 p.
- « Productivité, croissance économique, emploi », ASMP, décembre 2003, 5 p.
- « Espace européen et espace mondial : un défi pour l’entreprise », IAE, Université Lyon III et ASMP, sept. 2004, 5 p.
- « Regard sur les enjeux économiques et sociaux de la nouvelle Europe », in Les défis économiques et sociaux de l’Europe élargie, radio Canal Académie, ASMP, janvier 2005.
- « Jean Fourastié, empiriste méthodique engagé », Comité Fourastié, ASMP, fév. 2005, 13 p.
- Léon Walras en France, ASMP, juin 2005, 2 p.
- « Plaidoyer pour une globalisation bien tempérée », I.H.E. Nice, Novembre 2005, 15 p.
- « Relations entre science, éthique et bien-être au sein des métiers du luxe », Talents 2005, ouvrage du Sommet du luxe et de la création, Carle.Rheims, novembre 2005, 5 p.
- « Une globalisation bien tempérée », Commentaire, n°113, printemps 2006, 5 p.

#### Formation des cadres à la gestion et évaluations institutionnelles
- « Réflexions sur les problèmes de la formation des cadres de l’industrie et du commerce aux Etats-Unis et en Europe», Conférence Internationale sur la Formation en Administration des Entreprises, 1958, 18 p.
- Problèmes posés par la formation des dirigeants en Europe, Agence Européenne de Productivité, 1960, 20 p.
- Réflexions sur l’évolution et l’orientation de la formation en administration des entreprises en Europe et aux Etats-Unis, Conférence internationale sur l’éducation à la gestion des affaires, OECD, septembre 1960, Doc. A-1, 32 p.
- Développement d’un corps enseignant en administration des entreprises, en collaboration avec N.Fisher, A.J. Vlerik, et R. Talpaert, OCDE, octobre 1962, 44 p.
- Problèmes et perspectives de la formation et du perfectionnement à la direction des entreprises, dit rapport Platt, OECD, Paris, 1963, 106 p.
- L’ouverture culturelle des formations d’ingénieur en Belgique, Fondation Université- Industrie, 1984, 3 p.
- Rapport final d’évaluation de l’IAE de l’université Aix-marseille III, au président de l’université, 1992, 20 p. et annexes.
- Rapport final d’évaluation de l’université Paris-Dauphine, publié par son Président le 20 janvier 1991, 20 p.
- Rapport sur les 3 concours d’entrée à L’ENA, année 1996, en tant que président des concours externe, interne, et troisième voie, ENA, service concours et examens, avril 1997, 31 p. plus annexes 24 p.
- « Pierre Tabatoni et l’introduction de la gestion en France », in Gérer et comprendre, entretien mené par Bernard Colasse et Francis Pavé, Annales des Mines, juin 1996, 14 p.
- « La fondation de l’enseignement de la Gestion en France », in « L’enseignement de la gestion est-il capable d’innover?, GRESUP, Groupe de Réflexion sur l’Enseignement Supérieur de la gestion, Les amis de l’Ecole de Paris, compte rendu rédigé par S.Lenfle, juin 1999, 10 p.
- « Allocution de bienvenue au Jubilé des 50 ans de l’IAE d’Aix-en Provence », in Innovation, Compétitivité, Croissance, mai 2005, DVD, 50 ans, 27-05-2005, IAE d’Aix en Provence, EQUIS, mai 2005, et texte de 3 p.

#### Management stratégique des universités
- « La conférence de Sofia: en marge du rapport », UNESCO, Perspectives, vol.XI, n° 2, 1981, 9 p.
- Note d’orientation sur l’enseignement supérieur, Rectorat de Paris, avril 1982, 48 p.
- Challenges to european universities in the 1980’s: the case for strategic management, Cahiers de la Fondation Université-Industrie de Belgique, Bruxelles, 1984, 24 p.
- « Les universités dans l’Europe de l’an 2000 », Commentaire, n°26, 1984, 15 p. Cahiers du Centre Européen pour le management stratégique des universités, ESMU, Bruxelles:
  - Aide-mémoire sur les thèmes d’action stratégique, avril 1988, 12 p.
  - L’évaluation dans le management stratégique, mai 1988, 10 p.
  - Les étapes de l’évaluation stratégique des universités, février 1989, 11 p.
  - Green paper on higher education challenges 1992, oct. 1989, 14 p.

- « L’évaluation institutionnelle stratégique : étape centrale du «management stratégique », CERPEM, Université Paris-Dauphine, et ESMU, Bruxelles, octobre 1988, 9 p.
- « Finances, stratégies, performances dans l’université », in Le financement de l’enseignement supérieur, Revue française de finances publiques, 1989, 7 p.
- L’innovation dans les universités, coordination du rapport de synthèse de 151 p. plus 38 p. d’annexes, Symposium des recteurs européens, Knokke-Heist, Belgique, ESMU, 1989, 20 p.
- « Rapport des examinateurs et questions », in Examen des politiques nationales d’éducation : l’enseignement supérieur en Californie, en collaboration avec A. Halsey (Oxford), et M. Nagai( Tokyo), Reviews of national policies for education, OCDE, Paris, mai 1989, 120 p.
- « A l’aube d’une renaissance des universités européennes », in Higher education in the European Community towards the year 2000, introduction générale à la Conférence de Sienne, Commission des Communautés européennes, Ministère des universités et de la recherche scientifique et technologique, et Université de Sienne, Universitas Quadrini, (en anglais, italien, français), 1990, 10 p.
- « Introduction à l’étude comparative du développement de l’enseignement supérieur dans quelques pays européens », en collaboration avec M.Voitrin et G. Neave, UNESCO, CEPES, 1991, 28 p.
- « Enseignement supérieur et identité européenne », in Identité européenne, traditions et perspectives ; analyses et propositions pour le renforcement d’une Europe pluraliste, Presses universitaires européennes, Bruxelles, rédaction du Chapitre III, 1993, 31 p.
- Un « audit institutionnel » européen, Cahiers du Centre Européen pour le management stratégique des universités, ESMU, 1993, 9 p.
- « Evaluation et gestion des ressources dans les universités européennes », introduction au séminaire international, OECD, Paris, Programme IMHE, président des débats, 1993, 7 p.
- « La formation des adultes dans les stratégies des universités », in L’enseignement en Europe, l’enseignement en Belgique. Analyses, bilan et perspectives, ULB, collection éducation, 1993, 7 p.
- « Main issues in European Higher Education », in The outlook for higher education in the European Community, rapport de synthèse, discussions et réponses au « Memorandum sur les principaux problèmes des enseignements supérieurs en Europe publié par la Commission en 1990 », European Community, Studies2, Bruxelles, 1993, 20 p.
- « Education for citizenship », in The Next Europe ; An essay about alternatives and strategies towards a new vision of Europe, chap.V., Rapport au Club de Rome, Hanover, 1993, publié par la Fondation BBV, Madrid, 1993 ; trad. française, L’Europe prochaine, 1994, 20 p.
- « Le rôle des fondations pour le renouvellement de l’éducation civique en Europe », Fondation BBV, décembre 1993, 8 p.
- « The future of the universities in the european context”, ESMU, Utrecht, avril 1994, 10 p.
- « Considérations sur les perspectives du développement des fondations d’utilité publique en Europe : le cas français », in Anàlisis y valoracion del proyecto de ley de fundaciones espanolas, Fondation BBV, ed. BBV, Bilbao, 1994, 7 p.
- « Politiques universitaires : les méthodes d’évaluation stratégique des universités », in L’évaluation institutionnelle des universités : méthodes, Conférence des recteurs européens CRE-action, Genève-Budapest, septembre 1994, 15 p.
- « A european institutional audit », CRE, septembre 1994, 8 p.
- « La responsabilité européenne des Universités », en collaboration avec A. Barblan, the CRE Contribution, Commission européenne, Pise, novembre 1994, 5 p.
- « The European Institute of Education and the building of Europe », European Journal of education, vol. 30, n° 4, 1995, 13 p.
- « Dialogue virtuel sur le management stratégique dans l’université », in Gestion novatrice de l’université, en collaboration avec A.Barblan, CRE-action, n° 109, 31 p.
- « Aspects de la gestion des politiques de la qualité dans les universités », in Évaluation institutionnelle : stratégies de qualité, CRE-action, n° 107, 1996, 14 p. et 16 p.
- « The practice of strategic management in universities », en collaboration avec A. Barblan, in From urgency to strategy: the dilemna of « university management, CRE/ La Sapienza workshop for Western CIS member universities, mars 1997, 18 p.
- « La réforme des universités en Europe », dans Une éducation pour le XXIe siecle, Publications de l’institut de France, 1997.
- « Strategic management in universitie’s international development », en collaboration avec J.Davies et A.Barblan, European Association of Universities, EUA, Cahiers de la CRE, Genève, 1997, 65 p et annexes 38 p.
- « Normes institutionnelles et valeurs sociales dans les universités européennes », in Le rôle public de l’université, actes de la 11ieme assemblée générale, Berlin, , CRE-Action, 1998, 3 p.
- Principes et pratique du management stratégique dans l’Université, en collaboration avec A. Barblan, CRE Guide n° 2, t.1, Juin 1998, 72 p.
- « Note sur le paradoxe dans le management stratégique » in Entre systémique et complexité, chemin faisant, PUF, Paris, 1999, 10 p.
- Dynamique d’un paradoxe, Éducation et management, février 2000, 2 p.

#### Protection de la vie privée
- La demande et les politiques de données personnelles dans l’entreprise, groupe d’études « Société d’information et vie privée », Académie des sciences morales et politiques, ASMP, rapport introductif, 1999.
- « Internet et la protection de la vie privée », Commentaire, n° 89, printemps 2000, 10 p.
- « Vie privée et management de l’information », in Vers le e-management, Revue française de gestion, n°129, 2000, 9 p.
- « Valeurs et intérêts : paradoxe de la protection de la vie privé dans la société d’information », revue de Sciences de gestion, et ASMP, février 2001, 17 p.
- « La vie privée dans nos sociétés d’information: Paradoxes », A.M.O.P.A., n° 152, avril 2001, 5 p.
- « Avant-propos », et « Stratégies de l’information », in La protection de la vie privée dans la société d’information, l’impact des systèmes électroniques d’information, coordination de 2 ouvrages : t. 1 de 65 p. et t. 2 de 59 p., Cahiers des Sciences Morales et politiques, PUF, 2000, 5 p et 9 p.
- « Introduction et Stratégies de la privacy aux Etats-Unis », et « La dynamique des systèmes de protection », in La protection de la vie privée dans la société d’information, l’impact des systèmes électroniques d’information, coordination des tomes 3, 4 et 5, de 385 p., Cahiers des Sciences Morales et politiques, PUF, 2002, 21 p. et 26 p.
- « Introduction » et « Privacy policies in the USA : self regulation and the dynamics of information markets », in Privacy protection in the information society, Annual report, ALLEA, All European Academies , European Federation of National Academies of Sciences and Humanities, 2002, 24 p. et 17 p.

#### Économie politique internationale
- « Union monétaire européenne et union politique », in Les données nouvelles de la sécurité en Europe : l’impact de la réunification allemande », Bulletin de l’Académie de la Paix et de la Sécurité internationale, 1992, 9 p.
- « Pour un GATT bien tempéré », in Du Gatt et des hommes , Géopolitique, n°41, 1993, 5 p.
- « Globalisation et ordre économique : le rôle des alliances stratégiques industrielles », in Quel nouvel ordre mondial ? Mythes et réalité, Bulletin de l’Académie de la Paix et de la Sécurité internationale, 1994, 9 p.
- « L’interdépendance des droits économiques et sociaux entre pays développés et pays en développement », Académie du royaume du Maroc, 1994, 7 p.
- « Paix sécuritaire et paix structurelle : la doctrine économique et sociale de l’O.N.U. », in Entre guerre et paix : demain l’O.N.U.?, Bulletin de l’Académie de la Paix et de la Sécurité internationale, 1995, 9 p.
- « L’économie et la paix au Moyen Orient », in Comment va la Paix ?, Bulletin de l’Académie de la Paix et de la Sécurité internationale, 1996, 13 p.
- « Globalisation et ordre économique : le rôle des alliances stratégiques industrielles », in l’OTAN dans le système international de sécurité, Bulletin de l’Académie de la Paix et de la Sécurité internationale, 1997 et 9 p.
- « La mondialisation : idée juste, idée fixe, idée vague ? », in Mondialisation et sécurité internationale, Bulletin de l’Académie de la Paix et de la Sécurité internationale, mars 1998, 10 p.
- « Crises monétaires et crises de société, rapport introductif », in Crises et sécurité internationale, in Bulletin de l’Académie de la Paix et de la Sécurité internationale, mars 1999, 9 p.
- « Réguler la mondialisation : utopie de la sécurité collective économique », in Gouvernance et sécurité internationale, Bulletin de l’Académie de la Paix et de la Sécurité internationale, et ASMP, mars 2001, 14 p.
- « Note sur l’économie du terrorisme, après les attentats du 11 septembre 2001 », in Le monde après le 11 septembre 2001, Bulletin de l’Académie de la Paix et de la Sécurité internationale, et ASMP, Mars 2002, 6 p.
- « L’économie dominante américaine est-elle contestable ?», in Bulletin de l’Académie de la Paix et de la Sécurité internationale, et ASMP, 2003, 18 p.
- « Regard sur les enjeux économiques et sociaux de la nouvelle Europe », in Les défis économiques et sociaux de l’Europe élargie, radio Canal Académie, ASMP, 2005.

## Distinctions

### Académie
- Membre de l’Académie des sciences morales et politiques depuis 1995 (section d'économie politique, statistique et finances).
- Membre correspondant de la Real Academia de Ciencias Morales y Politicas de Madrid depuis 2001.

### Décorations

#### Françaises
- Officier de la Légion d'honneur[6]
- Commandeur de l'ordre des Palmes académiques[6]
- Chevalier de l'ordre du Mérite commercial et industriel
- Chevalier de l'ordre de l'Économie nationale (1963)[7]

#### Etrangères
- Commandeur de l'ordre de Léopold
- Commandeur de l'ordre national de la Côte d'Ivoire
- Commandeur de l'ordre du Mérite de la République fédérale d'Allemagne

### Doctorat Honoris causa
- Docteur Honoris Causa de l'Université Waseda[8].
- Docteur Honoris Causa de Université libre de Bruxelles en 1965.
- Docteur Honoris Causa de Université de Waseda en 1978.
- Docteur Honoris Causa de Université de Liège en 1988.
- Docteur Honoris Causa de Université de Sussex en 1989.
- Docteur Honoris Causa de Université de Northwestern en 1993.
- Docteur Honoris Causa de l'École Supérieure de Management de Coblenz en 1999.

### Autres distinctions
- Award for outstanding Contribution to International Exchange for the Council on International Exchange, 1988.
- Honorary Fellow of EIASM, the European Institute for Advanced Studies in Management, 1998.
- Honorary Member of the SUERF, the European Center for Studies on Money , 2003.
- Membre du le club Le Siècle.
- La bibliothèque de l'Université Dauphine porte son nom, avec pour devise sa phrase : « La mission culturelle de l'université et de donner du sens, de la cohérence et des perspectives aux évènements ; elle doit exercer les esprits à la vérité, à la discussion et à la tolérance. » Il avait fait attribuer à la bibliothèque le statut de CADIST, ce qui lui a permis de devenir partenaire de la BNF, puis de rejoindre le Consortium NEREUS.

## Sources
- Jean-Marie Doublet, « Pierre Tabatoni », Revue Française de gestion, no 163,‎ 2006 (lire en ligne)